# Okręg wyborczy Chorley
Okręg wyborczy Chorley powstał w 1885 r. i wysyła do brytyjskiej Izby Gmin jednego deputowanego. Okręg położony jest w hrabstwa Lancashire.

## Deputowani do brytyjskiej Izby Gmin z okręgu Chorley
- 1885–1895: Randle Joseph Feilden, Partia Konserwatywna
- 1895–1913: David Lindsay, lord Balcarres, Partia Konserwatywna
- 1913–1918: Henry Flemming Hibbert, Partia Konserwatywna
- 1918–1945: Douglas Hacking, Partia Konserwatywna
- 1945–1970: Clifford Kenyon, Partia Pracy
- 1970–1974: Constance Monks, Partia Konserwatywna
- 1974–1979: George Rodgers, Partia Pracy
- 1979–1997: Den Dover, Partia Konserwatywna
- 1997– : Linsay Hoyle, Partia Pracy